# Britta Lillesøe
Britta Lillesøe (født 28. november 1944 i København) er en dansk skuespiller.
Lillesøe er autodidakt skuespiller. Hun var samboende med filminstruktøren Nils Vest fra 1974 til blev gift i 2012, de har sammen to sønner.
Hun bor i ”Laden” på Christiania, en træbygning, der tidligere stod i Fredericia, men som forsvaret flyttede til Bådsmandsstrædes Kaserne i begyndelsen af 1900-tallet, dermed har hun og Nils Vest også haft en geografisk central placering i Christiania.

## Filmografi
- Desertøren (1971)
- Prins Piwi (1974)
- Ta' det som en mand, frue (1975)
- Felix (1982)
- Isolde (1989)
- Høfeber (1991)
- Skat - det er din tur (1997)
- I wonder who's kissing you now (1998)
- Slip hestene løs (2000)
- Bænken (2000)

### Tv-serier
- Kald mig Liva (1992)
- Riget II (1997)